# Mantispa virescens
Mantispa virescens är en insektsart som beskrevs av Jules Pièrre Rambur 1842. Mantispa virescens ingår i släktet Mantispa och familjen fångsländor. Inga underarter finns listade i Catalogue of Life.